# ナミビアの政党
ナミビアの政党では、ナミビアにおける政党について説明する。

## ナミビアの政党制
ナミビアは、南西アフリカ人民機構（SWAPO）が一貫して政権を掌握する一党優位政党制である。複数政党制が認められ野党は存在するが、政権担当の可能性は低い。ナミビアの政治では民族ごとに支持政党と投票行動に関係が見られる。政党によって、一つの民族によってのみ組織されている党もある（例、セオポセングウェ党（Seoposengwe Party）とイペレゲング民主党（Ipelegeng Democratic Party）は、ツワナ人支配の政党である）。

## 主要政党
下院国民議会に議席を有する政党。
- 南西アフリカ人民機構（South West Africa People's Organisation、SWAPO）
- 民主主義者会議（民主会議、Congress of Democrats）
- 民主ターンハーレ同盟（Democratic Turnhalle Alliance）
- 監視活動集団（監視行動集団、Monitor Action Group）
- 国民統一民主機構（National Unity Democratic Organisation）
- 共和党（Republican Party）
- 統一民主戦線（United Democratic Front）

2004年総選挙以降に結成された政党
- 全人民党（All People's Party）
- ナミビア民主党（Democratic Party of Namibia）
- 民主進歩連合（Rally for Democracy and Progress）

### かつて存在した政党
- ナミビア・アフリカ人民民主機構（Namibia African People's Democratic Organisation）

### その他主要な政党
- 南西アフリカ国民連合（South West African National Union、SWANU） – 1959年結成。ナミビア最古の政党である。

その他の政党については、Political parties in Namibiaおよびw:National Assembly of Namibia#Previous National Assembly election resultsを参照。